# 王岗镇 (颍上县)
王岗镇，是中华人民共和国安徽省阜阳市颍上县下辖的一个乡镇级行政单位。

## 行政区划
王岗镇下辖以下地区：
蔡郢村、周楼村、金唐村、淮罗村、马新村、郑湾村、王岗村和姚庄村。